# Tahoe-tó
A Tahoe-tó (angolul Lake Tahoe) hegyi tó a Sierra Nevadában, az Amerikai Egyesült Államokban.
Az 1879 méter magasan fekvő tó Kalifornia és Nevada határán fekszik, Carson City-től nyugatra. Ez Észak-Amerika legnagyobb alpesi tava. 501 méteres mélységével az Amerikai Egyesült Államok második legmélyebb tava. Egyetlen kifolyása a Truckee folyó.
A tó 2 millió évvel ezelőtt alakult ki a legutóbbi jégkorszak idején.
Tiszta vize és körülötte fekvő hegyek panorámája vonzó a turisták számára. A tó körüli hegyekben síparadicsom és más rekreációs lehetőségek vannak. A nevadai oldalon nagy kaszinók működnek. A tó könnyen megközelíthető Renóból, Carson City-ből és Sacramentóból. Tavasztól őszig kedvelt helyszín a vízisportok űzői számára.
Többször (1912, 1913, 1918) megkísérelték a területet nemzeti parkká nyilvánítani, de egyszer sem sikerült.

## Klíma
A tó nyugati oldalán az átlagos csapadékmennyiség: 1440 mm, a keleti oldalon: 660 mm.
A csapadék nagy része hó.
Augusztus a legmelegebb hónap (max. +26 °C).
Január a leghidegebb hónap, amikor az átlagos hőmérséklet +5 °C. Az átlagos minimum: -9,4 °C
Fagy bármely hónapban előfordulhat.

## Ökológia
A tó környékét vegyes erdőségek borítják, melyekben megtalálható a kolorádói jegenyefenyő, az Abies magnifica, a Csavarttűjű fenyő és a nagytobozú sárgafenyő.
A tóban élnek lazacok, melyeket 1944-ben telepítettek a Csendes-óceánból.
A közeli erdőségekben amerikai nyérc, medve, és fehérfejű rétisas található.
A Tahoe-tó vizét tartaléknak használja Truckee-Carson Öntözési Körzet. A tó vízszintjét egy gát szabályozza, amely 1913-ban épült a Truckee folyón.

## Felfedezése
A Tahoe-tó környékén eredetileg a vasó (washoe) indián törzs élt. A tó neve is a vasó nyelvből származik: a „tó” jelentésű [da-ó] eltorzult alakja a „tahoe”. A tó környékét is Tahoe-nak hívják.
Az első európai ember, aki 1844-ben meglátta a tavat, John C. Frémont volt. Az USA belügyminisztériuma 1862-ben vezette be a „Tahoe” nevet. 1864-ben Kalifornia és Nevada megegyezett, hogy a tó közepén legyen az államhatár.
Az európai civilizáció akkor ismerte meg a tavat, amikor kitört az aranyláz, és az ezüstláz, mivel a lelőhelyek a közelben voltak és a bányászok áthaladtak a területen. Ez a bányászat 1848-tól 1890-ig népesítette a területet. 1864-ben alapították a Tahoe City-t, mely Virginia City üdülőhelye lett.

## Települések
| Kalifornia | Térkép             | Nevada |
| --- | ------------------ | --- |
| Placer megye: 1. Kings Beach 2. Tahoe Vista 3. Carnelian Bay 4. Dollar Point 5. Sunnyside-Tahoe City 6. Tahoma (részben El Dorado megyében) El Dorado megye: 6. Tahoma (részben Placer megyében) 7. South Lake Tahoe | A Tahoe-tó térképe | 14. Carson City Washoe megye: 15. Incline Village 16. Crystal Bay Douglas megye 13. Glenbrook 12. Logan Creek 11. Lakeridge 10. Skyland 9. Zephyr Cove 8. Round Hill Village 17. Stateline |

## Repülőterek
A tavat légi úton öt közeli repülőtérről lehet megközelíteni:
- Reno-Tahoe International Airport/KRNO (Reno (Nevada)
- Sacramentói nemzetközi repülőtér/KSMF (Sacramento (Kalifornia)
- Lake Tahoe Airport/KTVL (South Lake Tahoe)
- Truckee-Tahoe Airport/KTRK (Truckee)
- Minden-Tahoe Airport/KMEV (Minden)

## Képgaléria

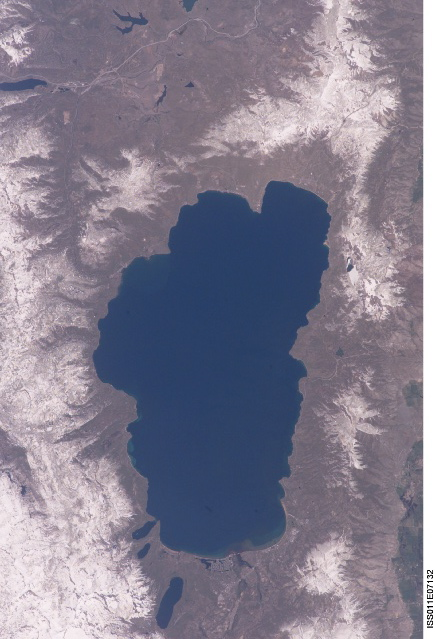
Légifelvétel a tóról
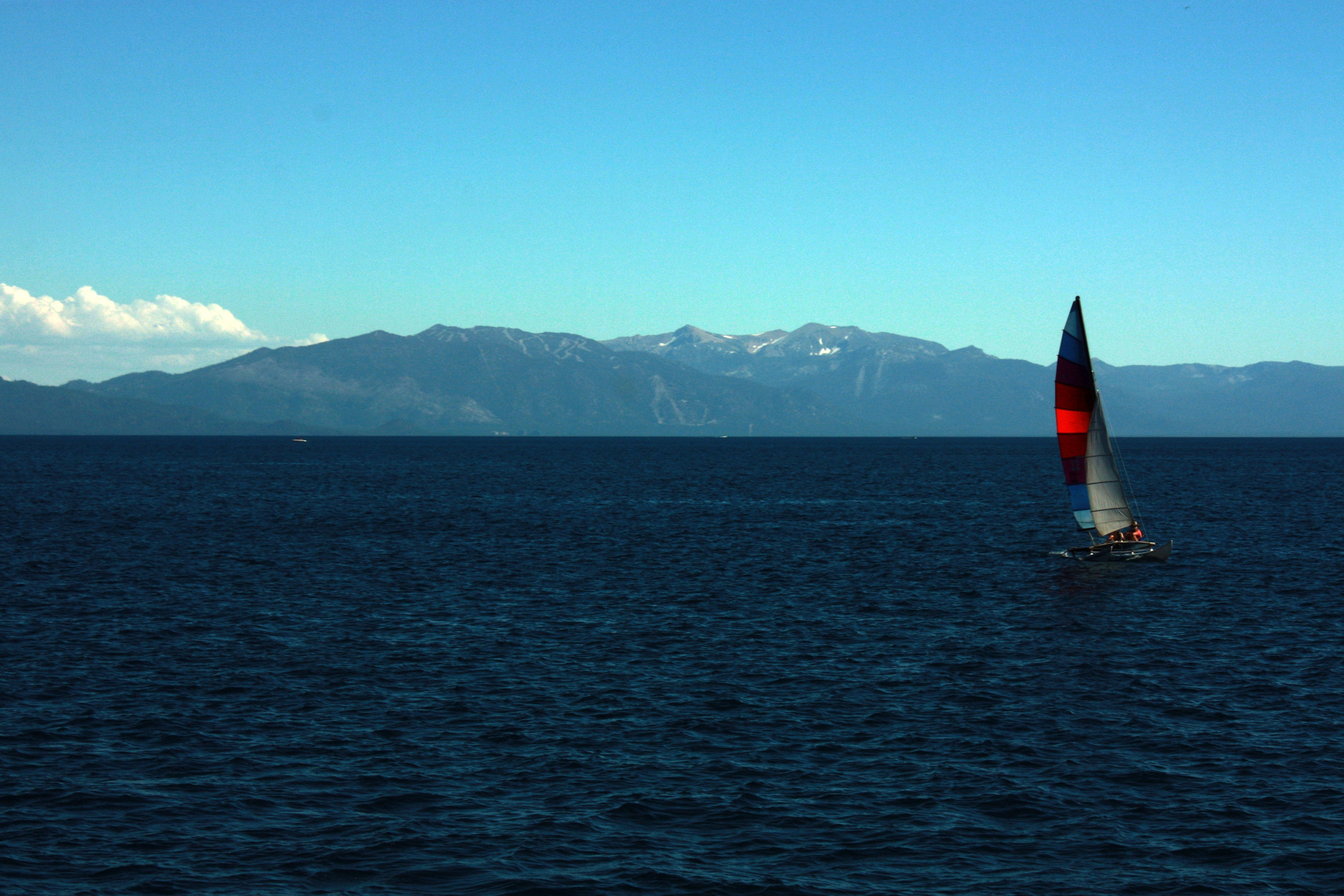
Vitorlás a tavon
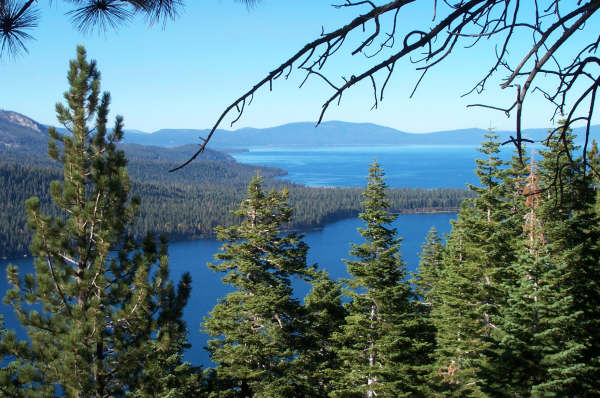
Tahoe-tó
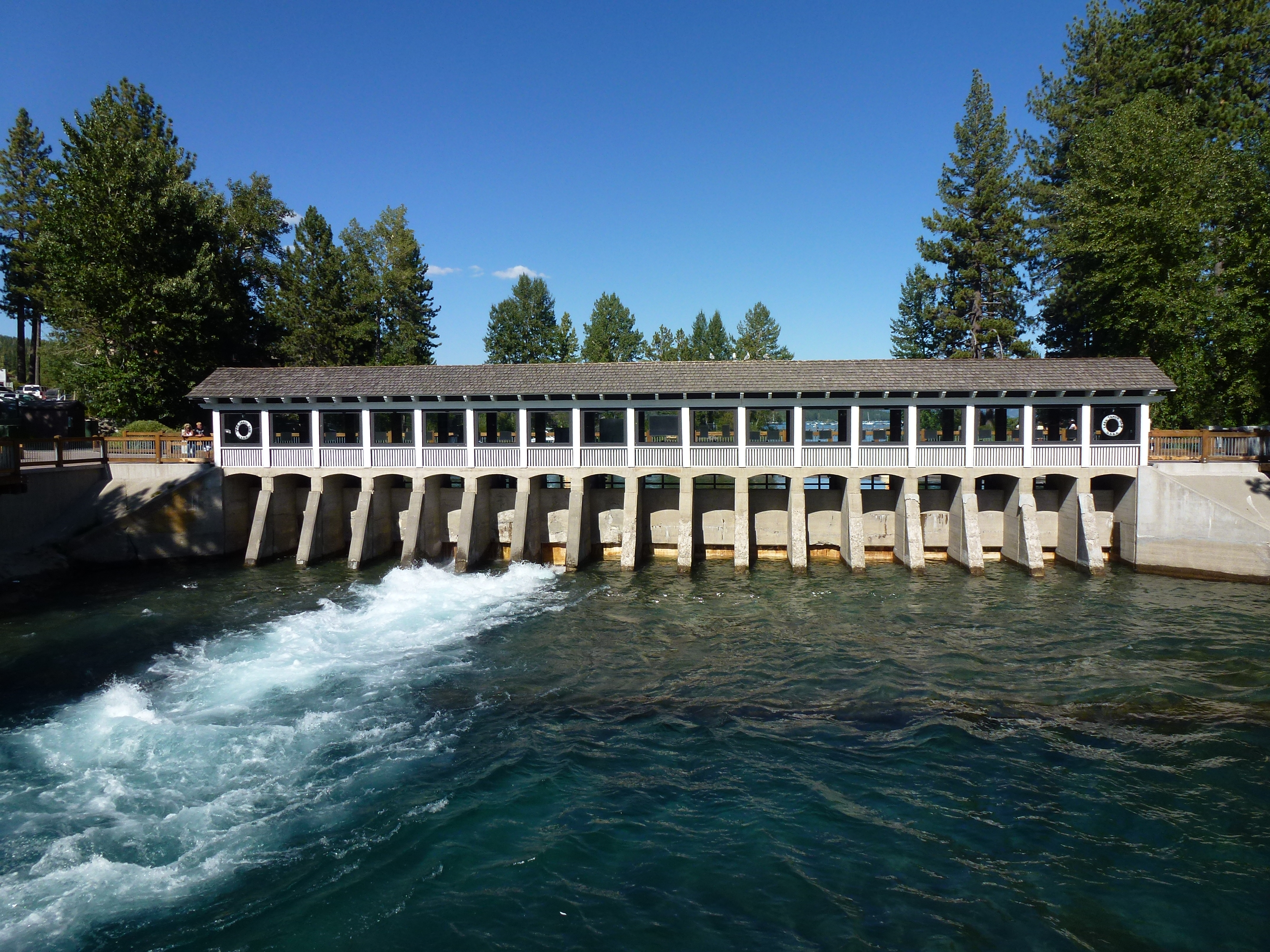
A Truckee gátja
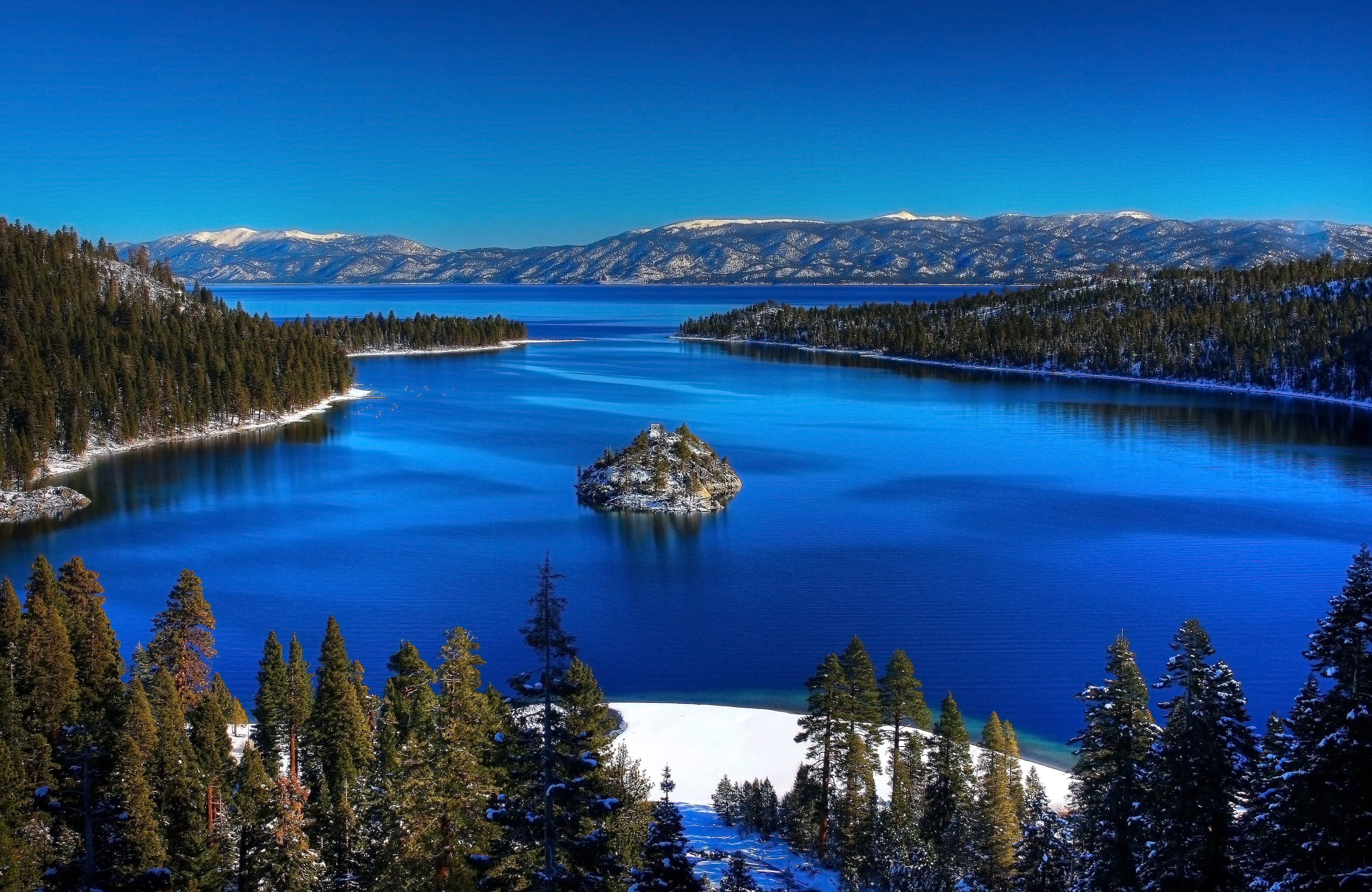
A Smaragd-öböl (Emerald Bay) télen

## Fordítás
Ez a szócikk részben vagy egészben  a   Lake Tahoe című angol Wikipédia-szócikk ezen változatának fordításán alapul.  Az eredeti cikk szerkesztőit annak laptörténete sorolja fel. Ez a jelzés csupán a megfogalmazás eredetét és a szerzői jogokat jelzi, nem szolgál a cikkben szereplő információk forrásmegjelöléseként.

## További Információk
- Lake Tahoe – Az USA Természetvédelmi Ügynökségének honlapja a tóról (angolul)
- Tahoe Természettudományi Intézet (angolul)
- Képek – Nevadai Egyetem, Reno Könyvtár